# استان عسیر
استان عسیر (به عربی:  محافظة العسير )، نام استانی است در جنوب کشور عربستان سعودی واقع در شبه جزیره عربستان است.

## نگارخانه

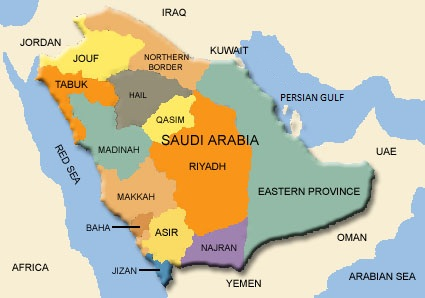
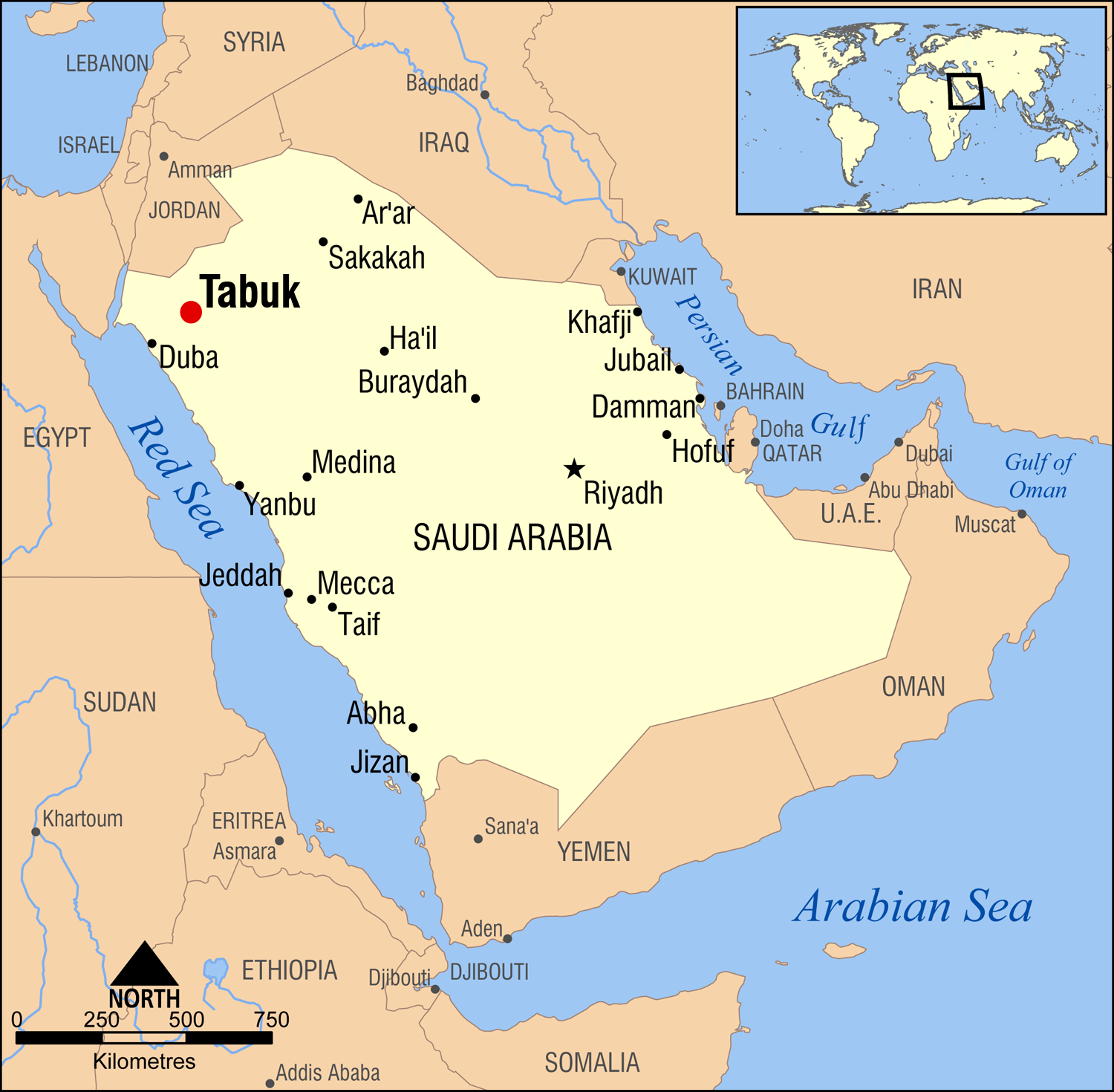
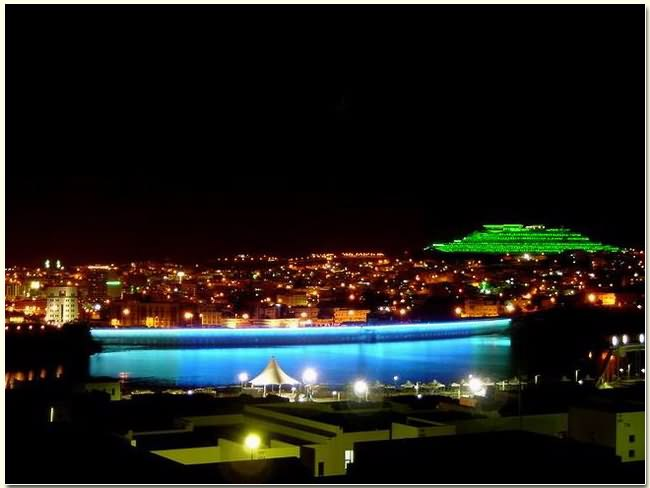
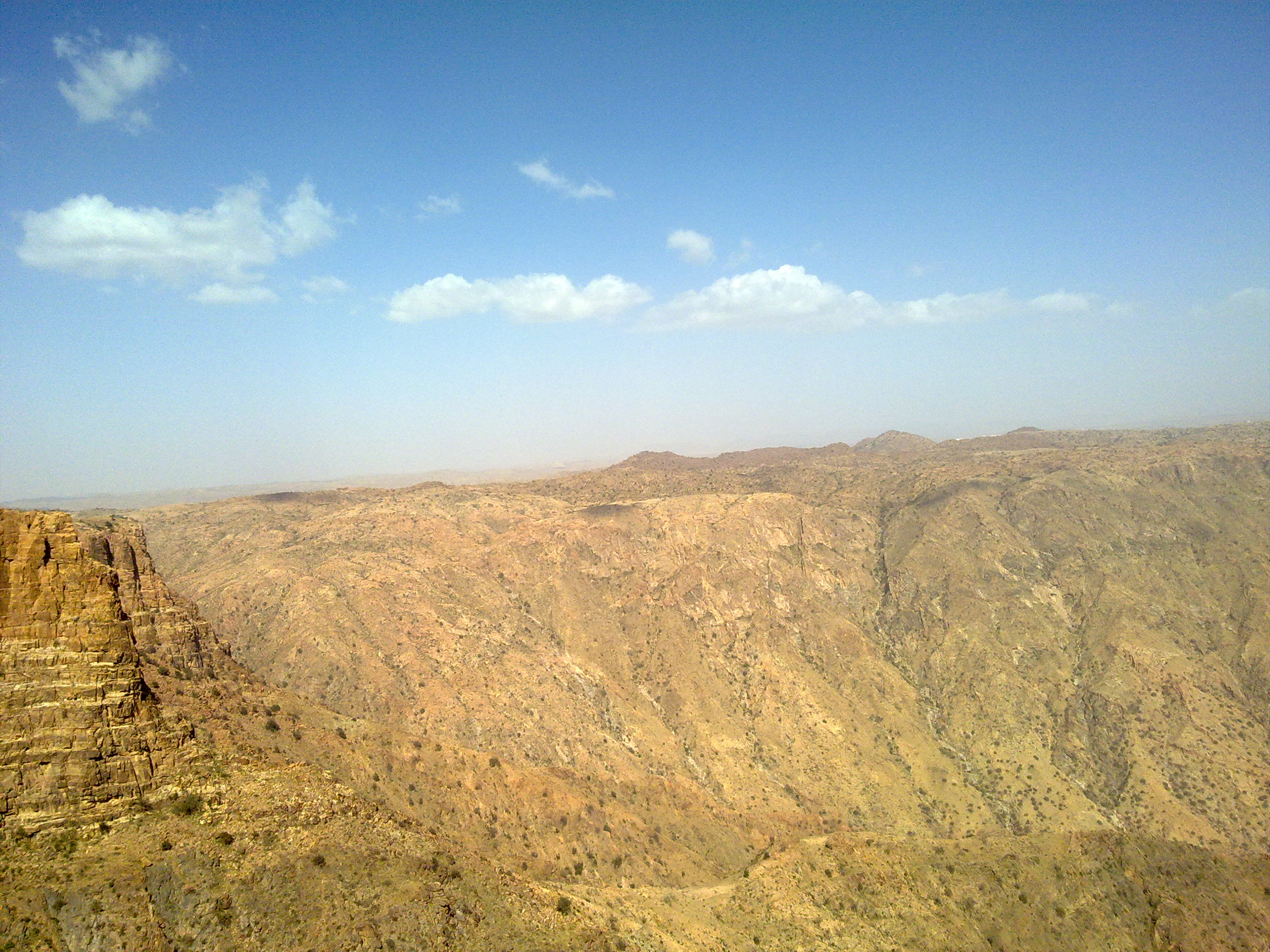
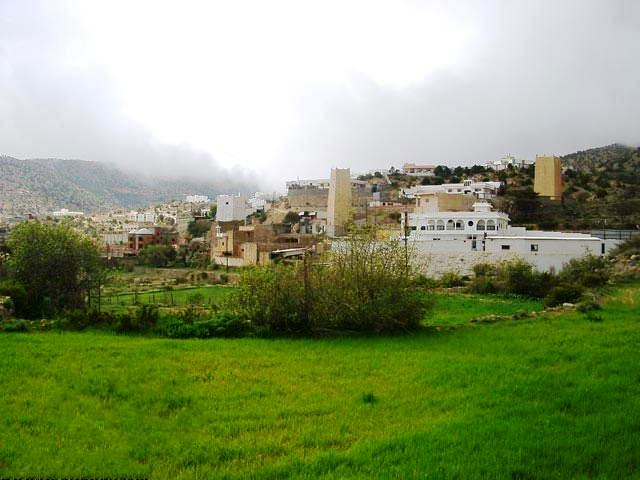
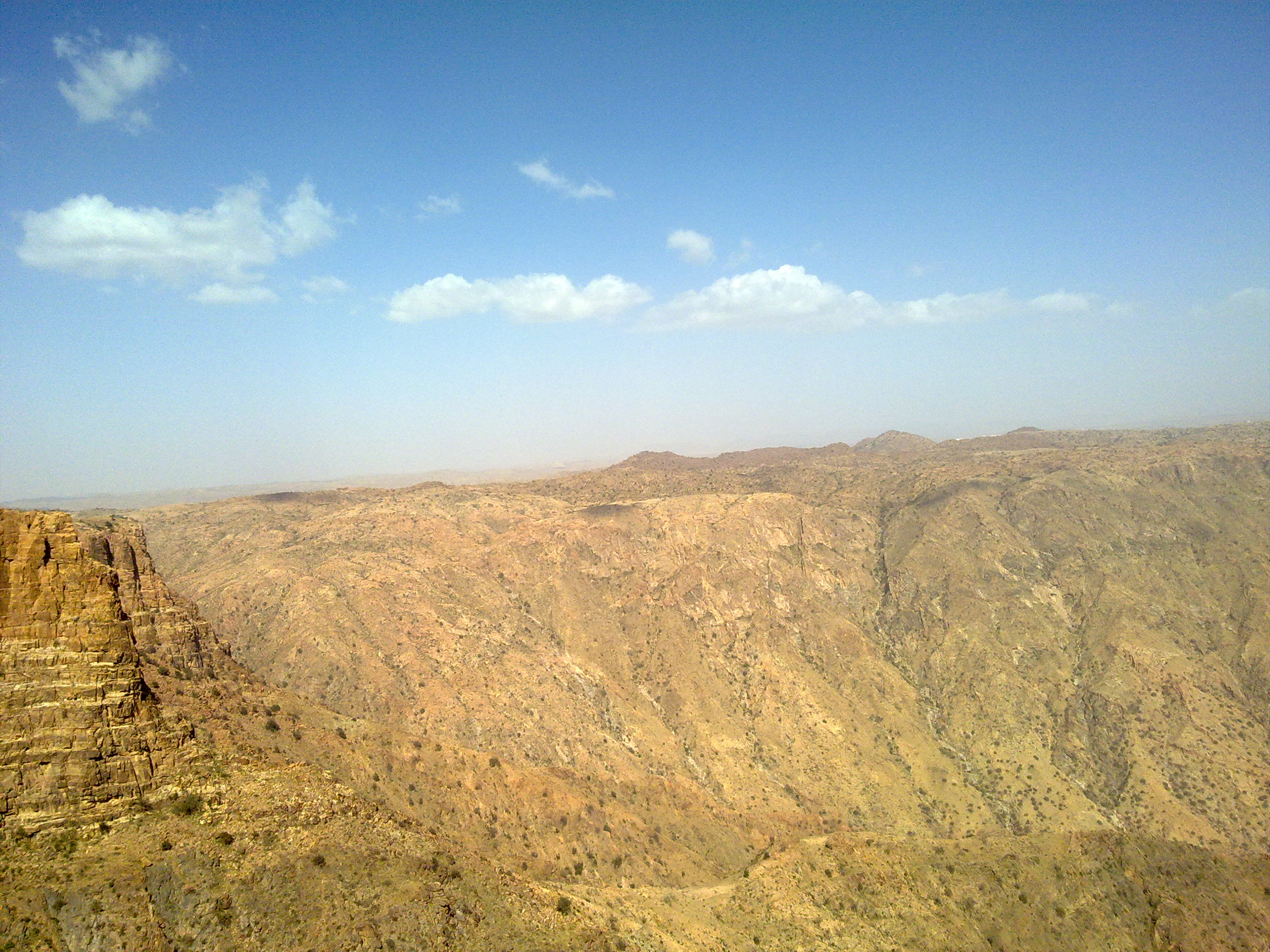
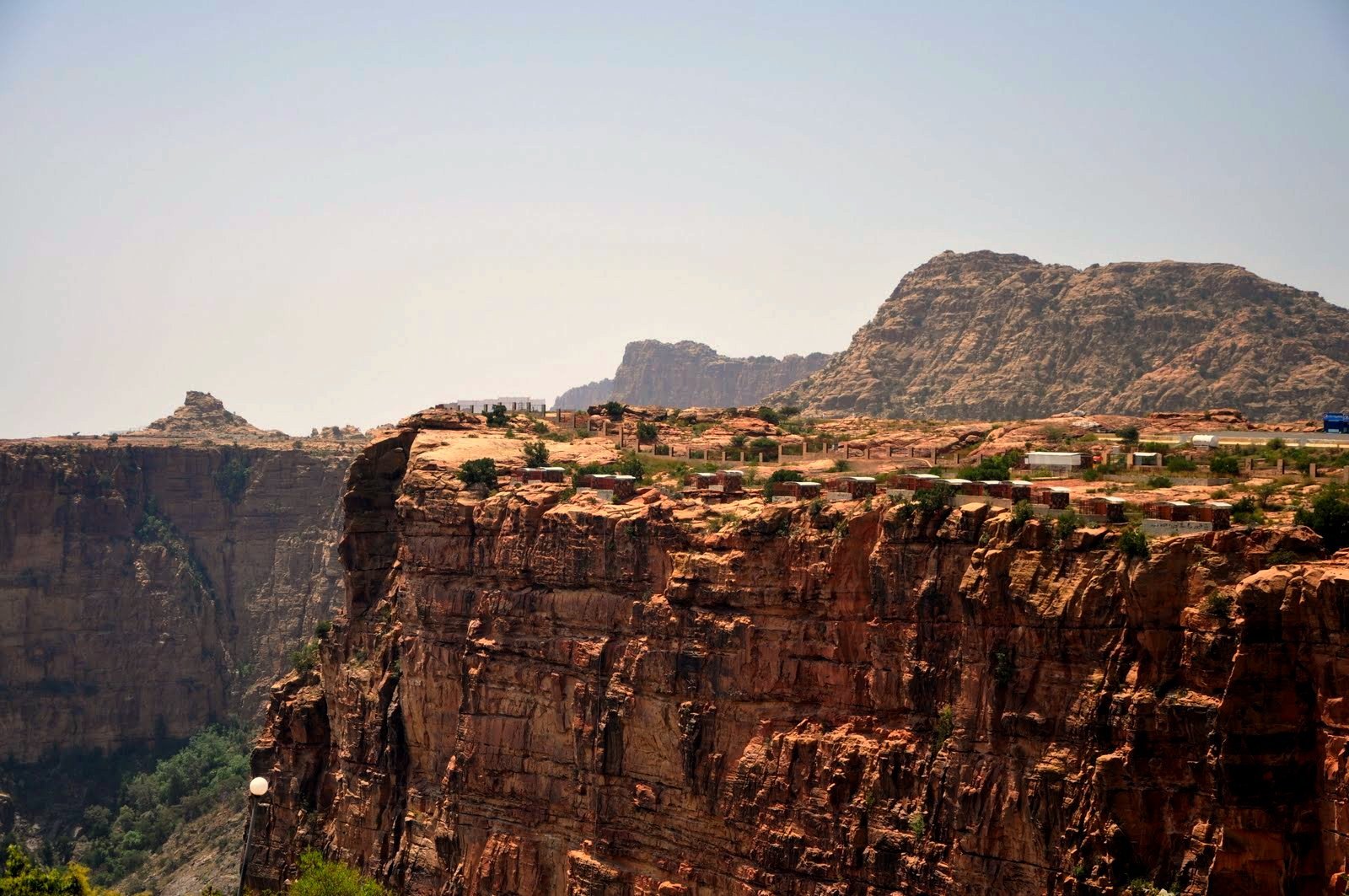
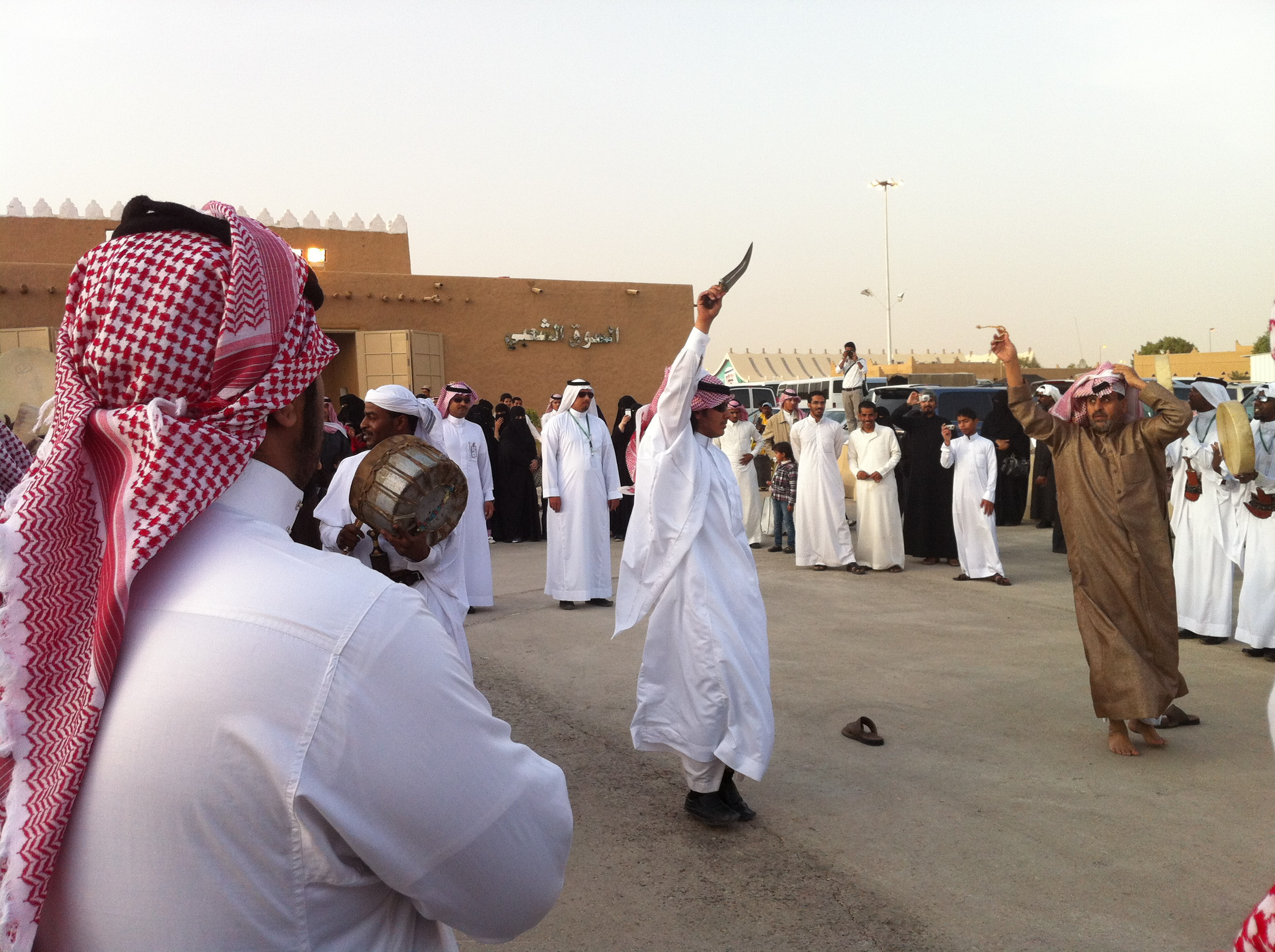

## شهرها
| - آبها - خمیس مشیط - بیشة - أحد رفیدة - النماص - بللسمر - المجاردة - سراة عبیدة - تنومة | - محایل - بارق - رجال ألمع - بلقرن - محافظة تثلیث - ظهران الجنوب - البرک - طریب - الشعف - البشائر (بللسمر) |  |